# Hitissten
 Der Hitissten (oder das Hitis-Fragment) ist ein Runenstein aus Sandstein, der im Jahre 1997 im Schärenmeer (in der Region Åboland) bei Turku in Finnland entdeckt wurde. Er befindet sich jetzt im Wikinger-Museum der Gemeinde Rosala. Ein Bewohner der Insel Stora Ängesön in Dragsfjärd fand den Stein, der am Pier im Meeresboden steckte. Stora Ängesön liegt nicht weit von einem alten Hafen in der Nähe des Kyrksundet, wo Spuren eines Wikingerhandelsplatzes gefunden wurden.

Schärenmeer bei Turku

Es ist der erste gesicherte Runenstein, der in Finnland gefunden wurde. Marit Åhlén von Runverket in Stockholm untersuchte den Stein und stufte die Inschrift, obwohl nur einige Sequenzen interpretiert werden konnten, als wikingerzeitlich ein. Er erinnert an den Ågerstasten (U 729) in Löt bei Enköping in Uppland, der vom Runenmeister Balle stammt. Der Stein könnte auch von ihm stammen und viel später als Ballast in den Archipel gekommen und dann in die See gekippt worden sein.
Das Fragment misst etwa 30 × 30 cm und ist 20 cm dick. Die Inschriften sind ziemlich abgewittert. Der Text ist in zwei parallelen Konturen angeordnet. Das Stück scheint die obere rechte Ecke eines Runensteins zu sein. Auf dem Fragment sind Reliefverzierungen sichtbar.